# آنا روزاريو كونتريراس
آنا روزاريو كونتريراس ناشطة وممرضة من فنزويلا في مجال حقوق الإنسان. هي رئيسة جمعية الممرضات في كاراكاس. كونتريراس تدافع عن حقوق الإنسان والحاجة إلى الديمقراطية. هذا على عكس عادة الحكومات في سجن وتعذيب المعارضين ومضايقتهم. حصلت على جائزة نساء الشجاعة الدولية في عام 2021.